# Bart de Ligt
Bart de Ligt (ur. 17 lipca 1883 w Utrecht, zm. 3 września 1938 w Nantes) – holenderski pastor, filozof oraz działacz antymilitarystyczny i anarcho-pacyfistyczny, znany ze swojego poparcia dla odmowy odbycia służby wojskowej.

## Życiorys

### Jako pastor
Był synem kalwinistycznego pastora. Chcąc podążać śladami ojca, został studentem teologii na Uniwersytecie w Utrechcie. Tam po raz pierwszy zetknął się z myślą liberalną i filozofią heglowską, a w 1909 został członkiem Ligi Chrześcijańskich Socjalistów. W 1910 został mianowany pastorem holenderskiego kościoła reformowanego w Nuenen, niedaleko Eindhoven w Brabancji, gdzie m.in. ojciec van Gogha był pastorem 25 lat wcześniej.
W 1914 de Ligt razem z innymi pastorami, m.in. takimi jak A.R. de Jong i Truus Kruyt, zaangażował się w napisanie manifestu The Guilt of the Churches, w którym autorzy zarzucają chrześcijańskiemu establishmentowi udział w wydarzeniach I wojny światowej. Po tym wszystkie pisma de Ligta zostały zakazane dla pracowników holenderskich sił zbrojnych. Jego pełne namiętności kazania, w których wyrażał poparcie dla odmowy służby wojskowej, spowodowały, że zakazano mu wjazdu do części Holandii uznanych za znajdujące się w strefie działań wojennych.
W 1918 zrezygnował z funkcji pastora, oświadczając, że ze względu na coraz bardziej uniwersalistyczne podejście do religii nie uważał się już za chrześcijanina. W tym samym roku poślubił szwajcarską aktywistkę Catherinę Lydię van Rossem, z którą miał syna.

### Po I wojnie światowej
Został uwięziony w 1921 za zorganizowanie strajku generalnego, którego celem było wymuszenie uwolnienia Hermana Groenendaala, uwięzionego obdżektora, który rozpoczął strajk głodowy. W tym samym roku założył IAMB (International Anti-Militarism Bureau). Coraz bardziej angażował się w pracę Ligi Narodów, z tego powodu w 1925 przeniósł się do Genewy, gdzie pozostał już do końca życia. De Ligt podchodził jednak do działalności Ligi sceptycznie, widząc w niej instrument utrzymywania  przez mocarstwa kolonialne porządku światowego. Zamiast tego, swoją uwagę zwrócił na odbywający się w 1927 w Brukseli Kongres przeciwko kolonistycznemu uciskowi i imperializmowi, uznając go jako bardziej reprezentatywny dla światowej populacji. Na spotkaniu w War Resisters' International w 1934 zaprezentował swój słynny „Plan kampanii przeciwko wszystkim wojnom i przygotowaniom do nich”. W tamtym okresie również aktywnie sprzeciwiał się faszyzmowi i nazizmowi oraz promował idee Simone Weil.
De Ligt stwierdził, że marksizm popełnił błąd, widząc tylko moralność i etykę w czasie. Nacisk Karola Marksa na interesy klasowe został również skrytykowany przez Barta de Ligta, ponieważ ten nacisk mógł prowadzić wg niego do chciwości. Zamiast walki klasowej de Ligt proponował „walkę prawna „, to znaczy walkę o sprawiedliwość.
Idee de Ligta stały się popularne w Wielkiej Brytanii, silnie wpłynęły na brytyjski ruch No More War Movement. Pisząca w pacyfistycznym magazynie Peace News, dramatopisarka R.H. Ward określiła de Ligta jako „Gandhigo Zachodu”.
Bart de Ligt zmarł 3 września 1938 na stacji kolejowej w Nantes.

## Twórczość
Najbardziej znany tekst de Ligta, The Conquest of Violence: an Essay on War and Revolution, był częściowo inspirowany ideami Mahatma Gandhiego, a także myślą brytyjskiego filozofa Geralda Hearda, który to uważał, że ludzka agresja stała się „bezużytecznym złem” wraz z nadejściem zindustrializowanej wojny. Książka w swojej treści opowiada się za walką w formie biernego oporu. Autor twierdzi również, że wojny pomiędzy państwami są tylko i wyłącznie formą realizacji celów klas rządzących. Nie dają one wciągniętemu w nie społeczeństwu żadnych korzyści, a jedynie pogarszają jego położenie. Parlamentaryzm, nacjonalizm, militaryzm, biurokracja, etatyzm stanowią nierozerwalne element systemu politycznego, w którym panuje kapitalizm. Autor krytyce poddaje również rządy bolszewików, które ze względu na stosowanie coraz większej makiawelicznej polityki, skonstruowały opresyjne „państwo socjalistyczne”, którego system autor wolał nazywać „państwowym kapitalizmem”.
Według historyka George’a Woodcocka książka The Conquest of Violence była szeroko czytana przez brytyjskich oraz amerykańskich pacyfistów w latach 30. XX wieku i skłoniła wielu z nich do przyjęcia anarchistycznego punktu widzenia”.

## Publikacje
- Anarchisme en revolutie (1922)
- Kerk, cultuur en samenleving (1925)
- Vrede als daad. Beginselen, geschiedenis en strijdmethoden van de direkte aktie tegen oorlog (1931)
- La Paix Créatrice; Histoire des Principes et des Tactiques de L'Action Directe Contre la Guerre (1934)
- Erasmus begrepen uit de geest der Renaissance (1936)
- The Conquest of Violence: an Essay on War and Revolution (1938)
- Introduction to the Science of Peace (1939)